# Guatteria alta
Guatteria alta este o specie de plante angiosperme din genul Guatteria, familia Annonaceae, descrisă de Robert Elias Fries. Conform Catalogue of Life specia Guatteria alta nu are subspecii cunoscute.